# Cederberg
Cederberg (česky Cedrové hory, afrikánsky Sederberg) je pohoří na jihozápadě Jihoafrické republiky, v Africe. Je součástí Kapských hor. Rozkládá se ze severozápadu k jihovýchodu, přibližně 100 km východně od Atlantského oceánu. Nejvyšší vrchol Sneuberg má 2 028 m. Pohoří je pojmenováno podle jehličnatých stromů rodu widringtonie (Widdringtonia cedarbergensis), endemických stromů v této oblasti, které se v angličtině nezývají "Cape cedar" (nesprávně překládáno jako cedr). Cederberg je známé a vyhledávané pro zajímavé skalní útvary a skalní malby původních obyvatel Sanů.

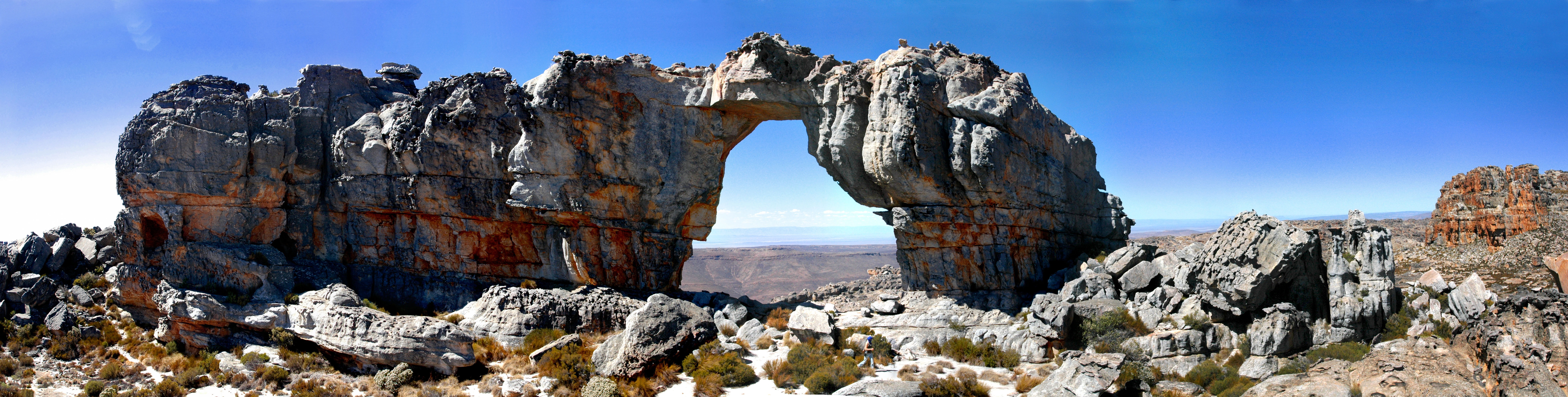
Wolfberg Arch

Název hor Cederberg je akceptován jako kompromis mezi anglickým Cedarberg a afrikánským Sederberg.